# 10050 Cielo Drive
10050 Cielo Drive es la dirección de una antigua casa de lujo en Benedict Canyon, una parte de Beverly Crest, al norte de Beverly Hills, en Los Ángeles, California, donde la Familia de Charles Manson cometió los asesinatos Tate en 1969.
La residencia había sido ocupada por varias figuras famosas de Hollywood y de la industria de la música. En 1994, la casa fue demolida, una nueva casa fue construida en el solar y la dirección de la calle fue cambiada a 10066 Cielo Drive.

## Arquitectura
La casa original fue diseñada por Robert Byrd en 1942 y completada en 1944 para la actriz francesa Michèle Morgan. Era extremadamente similar, pero no exactamente idéntica, a la que se encontraba directamente abajo del 10050 en la base del barranco, el 10048 Cielo Drive, la cual era a menudo llamada la Casa Gemela. Fueron originalmente construidas en la finca denominada Bedrock y levantadas al mismo tiempo.
La estructura en estilo rural francés se encontraba localizada dentro de un terreno de 3 acres (1,2 Ha ) terminado en barrancos por tres lados y al fondo de un paseo privado de Cielo Drive a Benedict Canyon, un área al oeste de Hollywood en la Sierra de Santa Mónica que da a Beverly Hills y Bel Air. La estructura miraba al este y presentaba chimeneas de piedra, techos con vigas a la vista, ventanas con paneles, un altillo sobre el salón, una piscina y una casa de huéspedes, y estaba rodeada de gruesos pinos y cerezos en flor.

## Historia
Michèle Morgan, actriz francesa de la RKO Pictures, hizo que el arquitecto Robert Byrd diseñara y J. F. Wadkins construyera la casa de lujo inspirándose en una casa de campo europea de principios del siglo XIX. La casa fue terminada en 1944, con la dirección de 10050 Cielo Drive, Beverly Hills; California. Al final de la Segunda Guerra Mundial, Morgan había regresado a Francia y en 1946 Lillian Gish se mudó allí con su madre mientras filmaba Duelo al sol (1946).
Rudolph Altobelli (1929-2011), un empresario y mánager de la industria de la música y el cine, compró la casa por $86.000 a principios de los años 1960 y la alquiló frecuentemente. Los residentes incluyeron a Cary Grant y Dyan Cannon (fue donde pasaron su luna de miel en 1965), Henry Fonda, George Chakiris, Mark Lindsay, Paul Revere & The Raiders, Samantha Eggar, y Olivia Hussey. Charles Manson visitó la casa a finales de 1968, cuando estaba ocupada (de mayo de 1966 a enero de 1969) por el productor musical Terry Melcher (hijo de la actriz Doris Day) y su novia Candice Bergen con el mánager Roger Hart ocupando la casa de huéspedes. La pareja se separó en 1969, y Melcher se trasladó a Malibú. 
En febrero de 1969, el director Roman Polański y su esposa la actriz Sharon Tate empezaron a alquilar la casa de Altobelli. En la noche del 8 al 9 de agosto de 1969, la casa se convirtió en el escenario de los asesinatos de Tate, Wojciech Frykowski, Abigail Folger, Jay Sebring y Steven Parent a manos de miembros de la Familia Manson. William Garretson, el guardés de Altobelli y amigo de Parent, vivía en la casa de huéspedes detrás de la casa principal e ignoró los asesinatos hasta la mañana siguiente, cuando fue detenido por los agentes policiales que habían llegado a la escena. Más tarde fue absuelto de todos los cargos.
Altobelli se mudó a la casa justo tres semanas después de los asesinatos y residió allí los siguientes 20 años. Durante una entrevista en el programa 20/20 de la ABC, dijo que mientras vivió allí, se sintió "seguro, protegido, amado y bello". Vendió la propiedad por $1,6 millones en 1989 (equivalente a $4 millones de 2018).

### Nine Inch Nails
El residente final de la casa original fue el músico Trent Reznor del grupo Nine Inch Nails. Reznor empezó a alquilar la casa en 1992 e instaló un estudio de grabación allí. Este estudio, bautizado "Pig" (Cerdo, en español; a veces llamado "Le Pig") en referencia a que la asesina Susan Atkins había escrito esa palabra con sangre de la actriz en la puerta principal de la casa, fue el lugar de las sesiones de grabación para la mayoría del álbum de Nine Inch Nails The Downward Spiral (1994). Reznor se fue de la casa en diciembre de 1993, más tarde explicando "había demasiada historia en aquella casa para que yo la manejara".
Reznor hizo una declaración sobre el trabajo en la casa de Cielo Drive durante una entrevista en 1997 con la revista Rolling Stone:

Mientras trabajaba en Downward Spiral, estaba viviendo en la casa donde fue asesinada Sharon Tate. Entonces un día conocí a su hermana. Fue una cosa al azar, solo un breve encuentro. Y ella dijo: "¿Estás explotando la muerte de mi hermana viviendo en su casa?". Por primera vez todo me estalló en la cara. Le dije, "No, es solo mi propio interés en el folclore americano. Estoy en este lugar donde ocurrió una parte rara de la historia". Supongo que nunca me había impactado antes, pero lo hizo entonces. Ella perdió a su hermana en una situación sin sentido, ignorante, que no quiero apoyar. Cuando ella me estaba hablando, me di cuenta por primera vez, "¿Y si fuera mi hermana?" pensé, "Jodido Charlie Manson". No quiero que me vean como un tipo que apoya la mierda del asesino en serie". Fui a casa y lloré esa noche. Me hizo ver que hay otro lado de las cosas, ¿sabes? Una cosa es andar con tu polla al viento, actuando como si no te importara. Pero cuando entiendes las repercusiones que se sienten ... eso es lo que me tranquilizó: darme cuenta de que lo que equilibra el atractivo de la iniquidad y la falta de moralidad y todo esto es el otro extremo, las víctimas no son merecedoras de eso.

Reznor se llevó la puerta principal de la casa cuando se fue, instalándola en Nothing Studios, su nuevo estudio de grabación y sede de la discográfica en Nueva Orleans. Nothing Studios fue vendido y la fachada del edificio cambiada. La puerta que Reznor retiró de 10050 Drive actualmente está en posesión del dueño del edificio.

### Demolición
Altobelli, que vivió allí desde 1969 (tres semanas después de los asesinatos) a 1989, demolió la casa en 1994 y construyó una nueva llamada Villa Bella. La casa de reemplazo tiene una nueva dirección, 10066 Cielo Drive. El dueño de la propiedad en 2013 era el productor de Hollywood Jeff Franklin. La estructura no se parece a la residencia en que sucedieron los crímenes.